# Allgjutten
Allgjutten är en sjö i Västerviks kommun i Småland och ingår i Botorpsströmmens huvudavrinningsområde. Sjön är 40 meter djup, har en yta på 0,161 kvadratkilometer och är belägen 126,7 meter över havet. Vid provfiske har bland annat abborre, gärs, gädda och mört fångats i sjön.

## Delavrinningsområde
Allgjutten ingår i det delavrinningsområde (642531-151655) som SMHI kallar för Utloppet av Allgjuttern. Medelhöjden är 146 meter över havet och ytan är 1,12 kvadratkilometer. Det finns inga avrinningsområden uppströms utan avrinningsområdet är högsta punkten. Vattendraget som avvattnar avrinningsområdet har biflödesordning 4, vilket innebär att vattnet flödar genom totalt 4 vattendrag innan det når havet efter 61 kilometer. Avrinningsområdet består mestadels av skog (85 procent). Avrinningsområdet har 0,17 kvadratkilometer vattenytor vilket ger det en sjöprocent på 14,8 procent.

## Fisk
Vid provfiske har följande fisk fångats i sjön:
- Abborre
- Gärs
- Gädda
- Mört
- Siklöja